# Chemin des Révoires

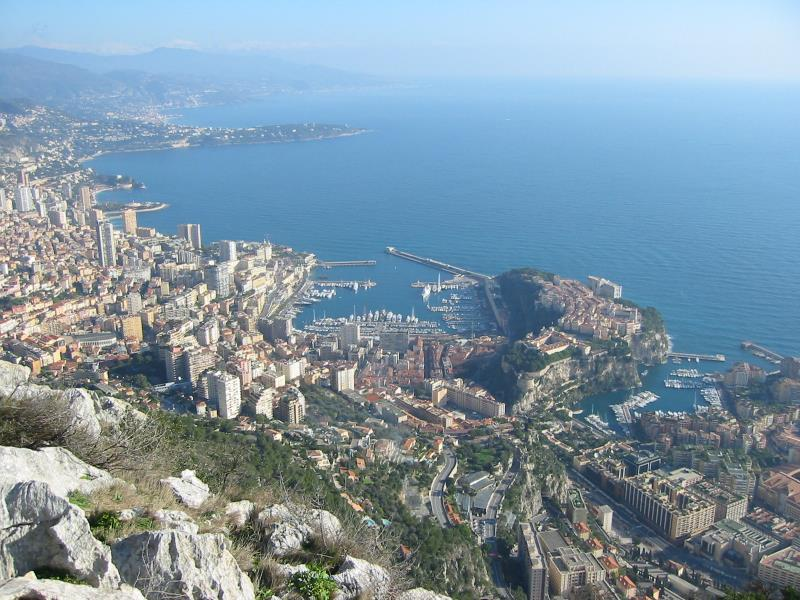
Fotografía desde las alturas que muestra el Chemin Des Révoires, en el principado de Mónaco.

El Chemin des Révoires es un camino situado en Les Revoires, un distrito del Principado de Mónaco.
El punto más alto de Mónaco, con 164,4 m s. n. m. está situado en este camino. Una proporción del territorio del Principado es muy inclinada, siendo geográficamente parte de los Alpes que llega hasta el Mar Mediterráneo.